# Catabena petraea
Catabena petraea är en fjärilsart som beskrevs av Walker 1869. Catabena petraea ingår i släktet Catabena och familjen nattflyn. Inga underarter finns listade i Catalogue of Life.